# Michel Anglarès
Le père Michel Anglarès est un théologien catholique français.

## Biographie
Il est enseignant à l'Institut catholique de Paris. Il a été curé de la paroisse Saint-Joseph à Montrouge jusqu'en 1996, puis curé de la paroisse Saint-Joseph à Clamart de 1996 à 2004, puis curé de la paroisse Saint-Adrien de Courbevoie. Il a été responsable de la Maison d'Église Notre-Dame de Pentecôte dans le quartier de la Défense, à l'ouest de Paris, en France,.

## Œuvres
- Foi et religiosité chrétiennes : la culture des jeunes générations et le christianisme, étude de mentalité, 1984.
- Nouvel âge et foi chrétienne, Paris, Centurion, 1992  (ISBN 2227362359 et 9782227362352), 171 pages ; rééd. Bayard-Le Centurion, 1993.
- Dieu, chemin vers l'homme, l'homme chemin vers Dieu : réflexions à partir de « Gaudium et spes » (en collab.), Parole et Silence, 2006  (ISBN 2845735030 et 9782845735033), 135 pages.
- Service et pouvoir : conférences de Carême à Notre-Dame de Pentecôte (en collab.), Parole et Silence, 2007  (ISBN 2845735901 et 978-2-84573-590-3), 136 pages.
- La vérité vous rendra libres : conférences de carême de Notre-Dame de Pentecôte (en collab.), Parole et Silence, 2008  (ISBN 2845736479 et 9782845736474), 139 pages.
- La paix soit avec vous : Conférences de Carême à Notre-Dame de Pentecôte, Diocèse de Nanterre (en collab.), Parole et Silence, 2009  (ISBN 2845737629 et 9782845737624), 111 pages.
- Chrétiens en quartier d'affaires, L'Harmattan (collection Religions et spiritualité), 2012  (ISBN 978-2-336-00500-3), 112 pages.